# Gamelia neidhoeferi
Gamelia neidhoeferi är en fjärilsart som beskrevs av Lemaire 1966. Gamelia neidhoeferi ingår i släktet Gamelia och familjen påfågelsspinnare. Inga underarter finns listade i Catalogue of Life.